# Wysse Nollen
Wysse Nollen – szczyt w Alpach Berneńskich, części Alp Zachodnich. Leży w Szwajcarii w kantonie Berno. Należy do pasma Alp Urneńskich. Można go zdobyć ze schroniska Gelmerhütte (2412 m), Trifthütte (2520 m) lub Chelenalphütte (2350 m).